# Ana Lucía Domínguez
Ana Lucía Domínguez  (Bogotá, Kolumbia, 1983. december 2. –) kolumbiai színésznő és modell.

## Élete és pályafutása
1983. december 2-án született. Első szerepét 1993-ban játszotta a Padres e hijos című sorozatban. 2002-ben a Vadmacska című telenovellában Adriana szerepét játszotta. 2003-ban a Pasión de Gavilanesben megkapta Ruth Uribe szerepét. 2010-ben főszerepet kapott a Perro amor című telenovellában Carlos Ponce oldalán.
2015-ben hozzáment Jorge Cárdenashoz.

## Filmográfia

### Telenovellák
- Las bandidas (2013) - Fabiola Montoya
- La Traicionera (2011-2012) - Martina Figueroa
- Perro amor (2010) - Sofía Santana de Brando
- El Fantasma del Gran Hotel (2009) - Irene Buenaventura
- Valentino, el argentino (2008) - Claudia García
- Mujeres asesinas - Paula, La Bailarina
- Madre Luna - Anabel Saldaña
- El engaño (2007) - Marcela García/Camila Navarro
- Amores cruzados (2006) - María Márquez García
- Decisiones (2005)
- Te voy a enseñar a querer (2004) - Camila Buenrostro
- A szenvedélyek lángjai (Pasión de Gavilanes) (2003) - Libia Reyes/Ruth Uribe Santos
- Vadmacska (Gata salvaje) (2002) - Adriana Linares
- El Informante en el País de las Mercancías (2001) - Cecilia de Castro
- Se armó la gorda (2000) - Jackeline Monsalve
- Amor discos (2000) - Miryam Isabel Dominguín
- El fiscal (1999) - Francisca 'Frica' Lombana
- Hermosa niña (1998) - Antonia Donoso
- Conjunto cerrado (1996-1998) - Manuela
- De pies a cabeza (1993) - Yadira Chacón
- Padres e hijos (1993)